# La Cañada de Verich
La Cañada de Verich är en ort i Spanien.   Den ligger i provinsen Provincia de Teruel och regionen Aragonien, i den östra delen av landet, 300 km öster om huvudstaden Madrid. La Cañada de Verich ligger 828 meter över havet och antalet invånare är 101.
Terrängen runt La Cañada de Verich är kuperad västerut, men österut är den platt. La Cañada de Verich ligger uppe på en höjd. Runt La Cañada de Verich är det mycket glesbefolkat, med 3 invånare per kvadratkilometer. Närmaste större samhälle är Calanda, 13,6 km nordväst om La Cañada de Verich. 